# Liste des maires de Landerneau
Cet article dresse une liste par ordre de mandat des maires de Landerneau.

## Liste des maires

### Sous l'Ancien Régime
| Période                                  | Période | Identité                | Étiquette | Qualité            |
| ---------------------------------------- | ------- | ----------------------- | --------- | ------------------ |
| Les données manquantes sont à compléter. |         |                         |           |                    |
| 1694                                     |         | François de Keroullas   |           |                    |
| 1729                                     |         | M. Pennanguer Dumoulin  |           |                    |
| 1770                                     |         | Nicolas Cessou          |           | Sieur de Kervodiez |
| 1780                                     |         | Louis Julien de Roujoux |           | Lieutenant         |

### Depuis 1789
| Période       | Période                         | Identité                                | Étiquette | Qualité |
| ------------- | ------------------------------- | --------------------------------------- | --------- | --- |
| 1789          | 1790                            | Le Gall de la Lande                     |           | |
| 1790          | 1791                            | Laurent Renault                         |           | |
| 1791          | an I                            | Pierre Jacolot                          |           | |
| an I          | an II                           | Vincent Cruzel                          |           | |
| an II         | an III                          | René Bazin                              |           | |
| an III        | an IV                           | Duthoya                                 |           | |
| an IV         | an V                            | Thomas Le Gall                          |           | |
| an V          | an IX                           | René Le Bihan                           |           | |
| an IX         | an X                            | Louis Marie Goury                       |           | |
| an X          | 1806                            | Jean Ollivier                           |           | |
| 1806          | 1825                            | Charles Le Bourg                        |           | Notaire |
| 1825          | 1830                            | comte Louis de Cadeville                |           | |
| 1830          | 1835                            | Frédéric Auguste Duval                  |           | Négociant |
| 1835          | 1839                            | Philippe de Roujoux                     |           | Entrepreneur de la canalisation de l'Aulne |
| 1839          | 1843                            | Frédéric Auguste Duval                  |           | Déjà maire entre 1830 et 1835 |
| 1843          | 1853                            | comte Louis de Cadeville                |           | Déjà maire entre 1825 et 1830 |
| 1853          | 1867                            | Frédéric Auguste Duval                  |           | Déjà maire entre 1830 et 1835 et entre 1839 et 1843 |
| 1867          | 1868                            | Maurice Grandjean                       |           | Propriétaire |
| 1868          | 1878                            | Charles Terriot                         |           | Propriétaire |
| 1878          | 1894                            | Amédée Belhommet                        |           | Industriel |
| 1894          | 1900                            | Paul Le Calennec                        |           | Constructeur mécanicien |
| 1900          | 1904                            | Mathurin Kermarrec                      |           | Médecin |
| 1904          | 1908                            | Julien Legrand                          |           | |
| 1908          | 1911                            | Comte Charles Ameline de Cadeville      |           | Petit-fils du comte Louis de Cadeville, maire entre 1825 et 1830                                                                                                   |
| 1911          | 1919                            | Gaston de L'Hôpital                     |           | Agent général d'assurances, Conseiller général |
| 1919          | 1925                            | Edmond Le Bos-Despinoy                  |           | Brasseur, industriel et agriculteur |
| 1925          | 1927                            | Henri Danguy des Déserts                |           | |
| 1927          | 1929                            | Paul Kerbrat                            |           | |
| 1929          | 1942 (démission d'office)       | Jean-Louis Rolland                      | SFIO      | Député (1936-1942) |
| 1942          | 1944                            | François Le Rest                        |           | |
| décembre 1944 | octobre 1947                    | Jean-Louis Rolland                      | SFIO      | Agent technique de la Marine Député du Finistère (1945 → 1946) Conseiller général de Landerneau (1945 → 1951)                                                      |
| octobre 1947  | mai 1953                        | Émile Chossec                           | CNI       | |
| juin 1953     | mars 1965                       | Jean-Louis Rolland                      | SFIO      | Retraité de la Marine Sénateur du Finistère (1955 → 1959) |
| mars 1965     | mars 1977                       | Théophile Le Borgne (1915-1987)         | RI        | Vétérinaire Conseiller général de Landerneau (1964 → 1987) |
| mars 1977     | mars 1983                       | Ferdinand Grall (1928-1988)             | UDF       | Clerc de notaire Président du SIVOM de Landerneau |
| mars 1983     | mars 1989                       | Paul Jarry (1928-2017)                  | RPR       | Pharmacien |
| mars 1989     | mars 2008                       | Jean-Pierre Thomin                      | PS        | Fonctionnaire territorial Conseiller régional de Bretagne (1988 → 1992 et 1997 → 2010) Conseiller général de Landerneau (1987 → 1994)                              |
| mars 2008     | En cours (au 27 septembre 2021) | Patrick Leclerc Neveu d'Édouard Leclerc | DVD       | Commerçant Président de l’ex-CC du Pays de Landerneau-Daoulas (2014-2021) Président de la CA du Pays de Landerneau-Daoulas (2021 →) Réélu pour le mandat 2020-2026 |